# Cerastium kunthii
Cerastium kunthii är en nejlikväxtart som beskrevs av John Isaac Briquet. Cerastium kunthii ingår i släktet arvar, och familjen nejlikväxter. Inga underarter finns listade i Catalogue of Life.